# Wil van der Meer
Wil van der Meer (Roelofarendsveen, 1 januari 1961) is een Nederlands acteur en regisseur. Hij had grotere rollen in de films Filmpje! en Sint en de televisieseries TiTa Tovenaar en  Caps Club en gastrollen in diverse Nederlandse televisieseries.

## Filmografie

### Als acteur in speelfilms
- Het Zakmes (1992) - muziekwinkelier
- Flodder 3 (1995) - commissielid
- Lang Leve de Koningin (1995) - vader van Mariëtte
- Filmpje! (1995) - Gekke Gerrit
- Marie Antoinette is niet dood (1996)
- Karakter (1997)
- Do Not Disturb (1999) - verdachte agent
- Babs (2000)
- Pietje Bell (2002) - kruidenier
- Polleke (2003)
- Rigoletto (2003) - Borsa
- Sint (2010) - leraar
- Vreemd bloed (2010) - dirigent
- Guilty Movie (2012) - bokalenspecialist Wierts
- Bobby en de geestenjagers (2013) - Wim
- Het diner (2013) - Tonio
- Wiplala (2013) - restaurantmanager
- Bon Bini Holland 2 (2018) - gastheer
- Opa Cor (2024) - verzekeringsagent

### Als acteur in televisieseries
- 12 steden, 13 ongelukken (1990; afl. Slecht zicht) - Peter
- Suite 215 (1991) - Frank
- Pleidooi (1994; afl. 2.7) - Peter Baltus
- Ik Mik Loreland (1994; twee afleveringen) - Jas
- De Buurtsuper (1995) - Bjørn
- Eindeloos leven (1995; afl. Oude botten breken niet) - Seldenthuis
- Baantjer (1996; alf. De Cock en de dood op papier) - Ko Koning
- Rekenverhalen (1997) – Kobus (stem)
- Zeeuws Meisje (1998; afl. De miss Holland verkiezing) - kapper
- Baantjer (1999; afl. De Cock en de pianomoord) - Klaas Kerkhofs
- De Schatkast (2000-2002) - Jas de Zakkenman
- Schiet mij maar lek (2001; afl. Zinloos geweld) - Harry
- All Stars (2001; afl. Samen is niet alleen) - vlotte nicht
- All Stars (2001; afl. Geschoren kameraden) - verpleger met baard
- Spangen (2002; afl. Dodelijke liefde) - Albert
- Baantjer (2002; afl. De Cock en de moord op de haringkoning) - Robert Overkleeft
- Leesdas Lettervos Boekentas (2003; 5 afleveringen) - Jas de Zakkenman
- Wet & Waan (2003; afl. Het grijze gebied) - Peter Kramer
- Kees & Co (2004; afl. Ziek van de liefde) - Hayé
- Keyzer & De Boer Advocaten (2006; afl. Lijk in kofferbak) - rechter
- Shouf Shouf! (2006; afl. Samen leven) - aankondiger
- Van Speijk (2007; Wees gegroet, Maria, vol genade) - pastor Henk van Zanten
- Stellenbosch (2007) - Bert Hees
- Flikken Maastricht (2008; afl. Vermist) - Evert
- Spoorloos verdwenen (2008; afl. De verdwenen stagiaire) - Ruud Langeberg
- TiTa Tovenaar (2008-2009) - Het heertje
- Annie M.G. (2010; afl. Hoofdstuk 3) - oogarts
- Kinderen geen bezwaar (2010; afl. IJdels) - Leon
- Hoe overleef ik? (2011) - leraar Frans
- Caps Club (2013) - John Heesters
- Heer & Meester (2014; afl. De Debutante) - juwelier
- Dokter Tinus (2017) - André de Rooij
- Klem (2020) - buurtbewoner
- De F*ckulteit (2025) - Jacques

### Als regisseur
- Kinderen geen bezwaar (2004-2013)